# Szydłowo (powiat pilski)
Szydłowo (niem. Groß Wittenberg) – wieś w Polsce położona w województwie wielkopolskim, w powiecie pilskim, w gminie Szydłowo, przy trasach drogi wojewódzkiej nr 179 i linii kolejowej nr 403 łączącej Piłę z Wałczem. We wsi znajduje się jednostka ochotniczej straży pożarnej oraz posterunek policji.

## Historia
Wieś królewska Biała Góra należała do starostwa ujskiego, pod koniec XVI wieku leżała w powiecie poznańskim województwa poznańskiego. Pierwotna nazwa miejscowości brzmiała Białagóra (1585), niem. Wittenberg, ok. 1600 Groß Wittenberg (Klein Wittenberg to Jaraczewo).
W latach 1975–1998 miejscowość należała administracyjnie do województwa pilskiego.

### Kościół
W miejscowości znajduje się neogotycki poewangelicki kościół z XIX wieku. Kościół od 1683 r. do 1923 r. był kościołem filialnym parafii w Pile, od 1 kwietnia 1923 r. należał jako filia parafii w Pokrzywnicy. Podczas reformacji w Szydłowie, narodziła się wspólnota protestancka, przejęła katolicką kaplicę, która podczas kontrreformacji została zwrócona katolikom. Protestancki dom modlitwy był już dostępny, ale zniknął z biegiem lat. W 1868 r. zbudowano nowy kościół ewangelicki z wieżą. Wspólnota katolicka otrzymała w 1890 r. nowy, ale pozbawiony wieży kościół, który znajduje się opodal i obecnie pełni funkcję kaplicy pogrzebowej.

## Sport
Od 1949 roku działa tutaj klub piłki nożnej Iskra Szydłowo, który od sezonu 2023/2024 gra w klasie okręgowej, gr. wielkopolskiej I.